# 히가시이마주쿠촌
히가시이마주쿠촌(東今宿村)은 아이치현 가이토군에 설치되었던 촌이다. 현재의 아마시에 해당한다.